# Молекулярное распознавание
Молекулярное распознавание (англ. molecular recognition) — избирательное связывание между двумя или более молекулами за счет нековалентных взаимодействий.

## Описание
Молекулярное распознавание — одно из основных понятий супрамолекулярной химии. От обычного связывания между молекулами оно отличается селективностью. Молекулярное распознавание основано на наличии у одной молекулы (рецептора, или «хозяина») участка избирательного связывания с другой молекулой (лигандом, или «гостем»). Для этого рецептор и лиганд должны проявлять комплементарность, то есть структурно и энергетически соответствовать друг другу.
Молекулярное распознавание предполагает хранение (на молекулярном уровне) и считывание (на супрамолекулярном уровне) информации. Именно поэтому оно играет важную роль в биологических системах. В антителах и ферментах избирательность связывания определяется специфическим набором и расположением аминокислотных остатков в активном центре белка, в ДНК и РНК — последовательностью нуклеотидов. Современные методы химии и молекулярной биологии позволяют создавать олигопептидные и олигонуклеотидные последовательности (аптамеры), способные высокоизбирательно связываться с определенными веществами.
Молекулярное распознавание лежит в основе самосборки некоторых наноструктур. В частности, комплементарность нуклеиновых оснований используется для конструирования наноструктур на основе фрагментов ДНК.